# Destilleerderij

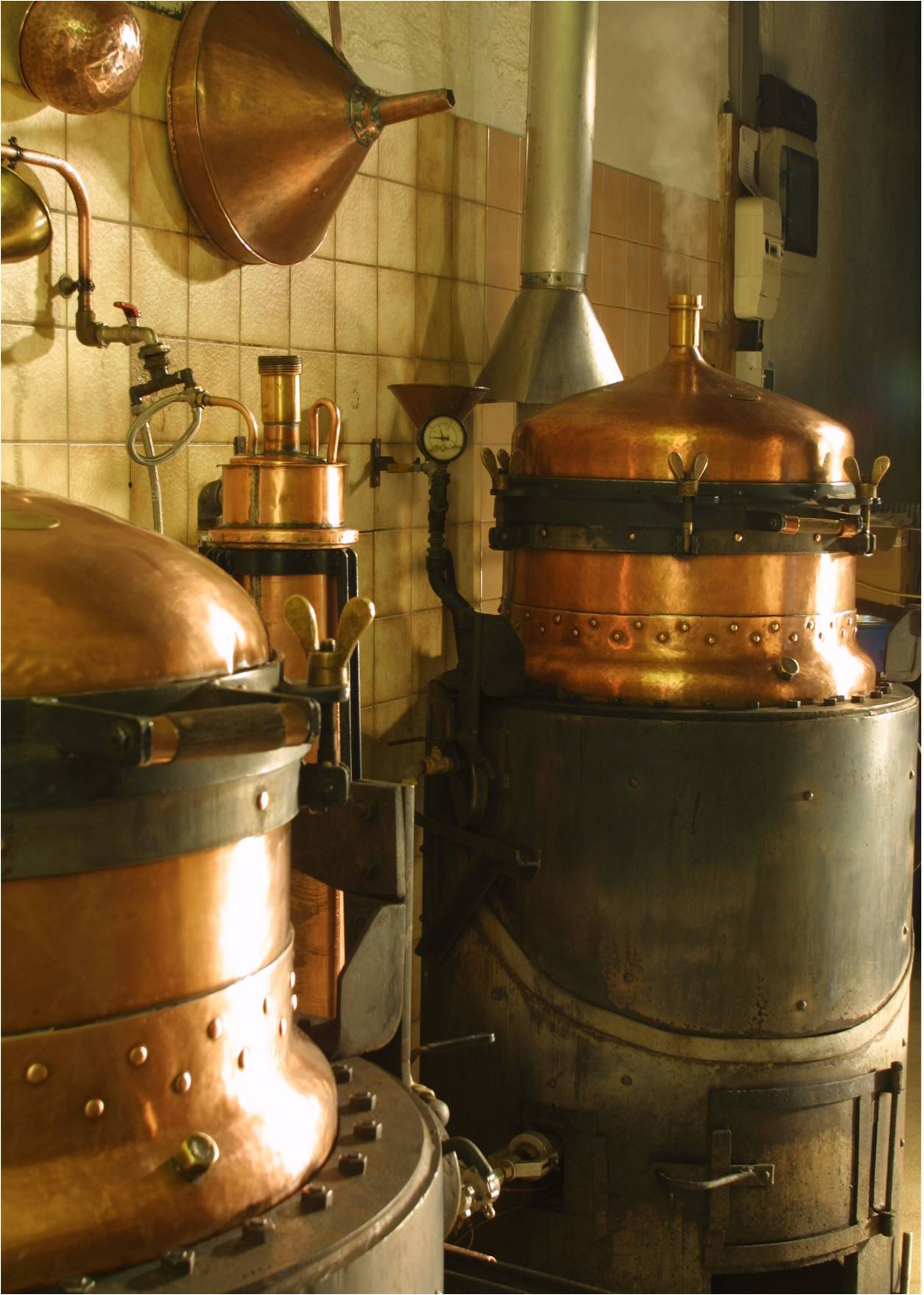
Distilleerketels

Een destilleerderij, distilleerderij of stokerij is een fabriek waar sterke alcoholhoudende drank, zoals whisky of jenever, wordt geproduceerd. Dit gebeurt door destillatie: een vloeistof met een laag alcoholpercentage, vaak verkregen door middel van fermentatie, zoals wijn, te verhitten tot het punt waarop hij begint te verdampen. Doordat de aanwezige alcohol een lager kookpunt heeft dan het water, bevat het verdampte deel meer alcohol dan het oorspronkelijke mengsel. De damp laat men vervolgens condenseren en het resultaat is een vloeistof met een veel hoger alcoholpercentage. Dit proces kan herhaald worden om dat nog verder te verhogen. 

## Schiedam
Vanouds zijn er in Nederland veel destilleerderijen gevestigd in Schiedam. Door de destilleerderijen en jeneverstokerijen in de stad kreeg deze de bijnaam "Zwart Nazareth". Er was veel kolenverbranding nodig voor het destilleren. De vele windmolens in Schiedam zorgden voor het vermalen van de grondstoffen. In en rond de stad stonden in totaal wel twintig van deze moutmolens.
Bekende namen voor met name jenever zijn/waren onder andere: "A. van Wees - de Ooievaar", "Onder de Boompjes", "De Olifant", "Wenneker", "De Kuyper" en "Nolet", waar nu nog steeds de "Ketel 1"-jenever en -wodka worden gestookt.
Ook de bijbehorende bedrijvigheid was goed vertegenwoordigd in Schiedam, zoals bandslagers en kuiperijen. Deze waren gevestigd aan straten en stegen gelegen in de "Brandersbuurt" met veelbetekenende namen als "Achter de Teerstoof" en "Verbrande Erven".
Ook de glasfabriek voor het maken van de flessen (meestal in de kleur wit of groen) in de bekende vormen, zoals rond, vierkant en taps vierkant met kurk of later met schroefsluiting is in Schiedam gevestigd. 
De enige nog werkende klassieke branderij is te vinden in het Jenevermuseum aan de Lange Haven. Hier kunnen mensen die het destillatieproces van jenever in het echt willen volgen terecht.